# نصف‌النهار ۱۵۳ درجه شرقی
نصف‌النهار ۱۵۳ درجه شرقی ۱۵۳مین نصف‌النهار شرقی از گرینویچ است که از لحاظ زمانی ۱۰ساعت و ۱۲دقیقه با گرینویچ اختلاف زمانی دارد.
این نصف‌النهار از قطب شمال شروع و از مناطق زیر گذشته و به قطب جنوب ختم می‌شود.
- روسیه
- 🇵🇬 پاپؤآ گینه نو
- استرالیا
- اقیانوس آرام